# Hydrogen
Hydrogen est un logiciel libre de musique assistée par ordinateur. C'est une émulation de sampleur dédié aux échantillons de batteries (style boite à rythme).
Il peut être utilisé comme un synthétiseur externe dédié aux percussions.